# John van Reenen (Wirtschaftswissenschaftler)
John Michael van Reenen, OBE (* 26. Dezember 1965) ist ein britischer Wirtschaftswissenschaftler.

## Werdegang, Forschung und Lehre
Van Reenen studierte zwischen 1985 und 1988 am Queens’ College der University of Cambridge, an dem er als Bachelor of Arts graduierte. Anschließend wechselte er an die London School of Economics, dort schloss er 1989 sein Studium der Industriellen Beziehungen als Master of Science ab. Bis 1992 setzte er sein Studium am University College London, dort graduierte er bei Michael Devereux und Richard W. Blundell als Ph.D. in Wirtschaftswissenschaften.
Nach Abschluss seines Studiums forschte van Reenen am Institute for Fiscal Studies. 1994 wurde er zum Professor am University College London berufen. 1999 war er einer der Gründer der Softwarefirma Polygnostics, bei der bis 2002 als Chief Technology Officer zur obersten Führungsebene gehörte. Ab 2000 gehörte er parallel zu seiner akademischen Tätigkeit dem Beratungsstab des Gesundheitsministers Alan Milburn an, für den er an der Formulierung des Reformplans „NHS Plan 2000“ mitwirkte. Zwischen 2001 und 2002 war er kurzzeitig Partner
der Beratungsfirma Lexecon, die später von Charles River Associates übernommen wurde. 2003 folgte er einem Ruf der London School of Economics, wo er neben seiner Professur auch Direktor am Centre for Economic Performance wurde. Seit 2016 forscht und lehrt er als Professor an der MIT Sloan School of Management. Er visitierte an der University of California, Berkeley, Stanford Graduate School of Business, Princeton University und Harvard University.
Van Reenen ist seit 2010 Fellow der British Academy, seit 2012 der Econometric Society sowie seit 2013 der Society of Labor Economists. Er ist Mitherausgeber des Periodikums American Economic Review, zuvor war er in gleicher Funktion bei den Zeitschriften The Review of Economic Studies, Journal of Industrial Economics, Journal of Economic Literature, European Economic Review, Economic Policy und Quantitative Economics tätig gewesen.
Van Reenens Arbeitsschwerpunkte liegen im Bereich der Innovationsökonomik sowie Arbeitsökonomik, dabei wendet er häufig Methoden der Ökonometrie an. Zu Anfang seiner akademischen Laufbahn setzte er sich dabei insbesondere mit den Auswirkungen von Technologie auf Einkommen, Löhne, Arbeitsplätze und Profite auseinander. Später fokussierte er sich vor allem auf die Messung des Einflusses von Managementpraktiken auf Profitabilität und Produktivität.
2009 erhielt van Reenen gemeinsam mit Fabrizio Zilibotti den Yrjö-Jahnsson-Preis der Europäischen Ökonomischen Vereinigung. 2011 wurde er gemeinsam mit Carol Propper mit dem Arrow-Preis der International Health Economics Association ausgezeichnet. 2017 wurde er als Officer of the Order of the British Empire ausgezeichnet.